# 100 años (canción)
«100 años» es una canción escrita e interpretada por el dúo estadounidense Ha*Ash junto al cantautor estadounidense de origen dominicano Prince Royce. Se lanzó el 13 de octubre de 2017 como el primer sencillo del quinto álbum de estudio del dúo titulado 30 de febrero.
El tema llegó al primer lugar en iTunes México y en Spotify a nivel internacional. En diciembre de ese mismo año alcanzó la primera posición en las listas Billboard de México; adicionalmente, obtuvo varios certificados, obteniendo el cuádruple disco de platino en México y disco doble de platino en Perú.

## Antecedentes y composición
«100 años» es una canción compuesta por Hanna Nicole y Ashley Grace con la coautoría de Geoffrey Royce, más conocido como Prince Royce. La colaboración surgió por idea de Hanna, a quién le gustaba la idea de escuchar la voz de Prince Royce en la canción, el dueto se la envío y él aceptó. 
La canción fue estrenada el 13 de octubre de 2017 convirtiéndose en la carta de presentación del quinto álbum de estudio del dúo, siendo después de 12 años, el primer sencillo que lanzan que trata sobre el amor y no el desamor, "Por primera vez no se trata de una canción de despecho. Las canciones que hemos compuesto para otros discos hablan del desamor, sin embargo, para sentir desamor primero hay que vivir el amor, y esta canción es un gran ejemplo" - comento Hanna. Por su parte Ashley señalo que la pista es la mejor carta de presentación de la producción 30 de febrero, declarando: “Es una gran carta de presentación para el próximo disco. Es una canción que habla básicamente de momentos en el que se está enamorado de alguien y quieres vivir el resto de la vida con esa persona, quieres vivir cien años. Aunque no se puede, eso es lo que quisieras”.

## Rendimiento comercial
«100 años» alcanzó la posición veinticuatro en la lista Latin Pop Songs, y cincuenta en Latin Airplay de Estados Unidos. En México, se ubicó en el primer lugar en las listas México Español Airplay, y la tercera ubicación en México Airplay, ambas de Billboard. En el mismo país, llegó a la primera posición en el Monitor Latino.
El 14 de febrero de 2018 junto al álbum 30 de febrero la pista fue certificado con disco de oro en suelo mexicano. El 23 de mayo del mismo año, recibió el disco de platino durante la presentación de las hermanas en el Auditorio Nacional. Durante la gira 100 años contigo en el Anfiteatro de la Exposición el día 23 de junio del mismo año, «100 años» fue anunciada con doble disco de platino en Perú. El 11 de noviembre de 2018, durante su cuarta visita de la gira en el Auditorio Nacional en México, el tema fue certificado con disco de platino más oro en el mismo país. En julio de 2019, se certificó con doble disco de platino en México. En abril del año siguiente, consiguió el doble disco de platino más oro.

## Vídeo musical
El vídeo fue estrenado el 20 de octubre de 2018 bajo la dirección de Pablo Croce, un documentalista, editor y realizador de especiales de TV. Fue grabado en Hollywood Beach, con cámaras 4K y lentes de alta calidad cinematográfica, contó con un equipo de producción de más de 45 personas, incluyendo a Croce y al director de fotografía Pedro Castro.
La grabación del vídeo duro más de 14 horas, y en él se puede ver al comienzo a un burro con las palabras 100 años escritas, y a medida que va avanzando se ve a las chicas del dúo junto a Prince Royce en una fiesta y haciendo travesuras en un supermercado, mientras Ashley está montada en un carrito y Royce la lleva junto a Hanna, también se ve pasar a un perro andando en patineta por el lugar. Además de los cantantes y los extras, aparece tocando la guitarra Andy Clay, uno de los productores del tema. Para el dúo fue uno de los vídeos más divertidos que han grabado, comentando Ashley: "Me divertí mucho en la grabación. Hice cosas que se me ocurrieron en el momento y eso le dio mucha frescura a las escenas…", por su parte Hanna sobre el vídeo declaró: “Nos la pasamos riendo y bailando. Fue una grabación muy entretenida”. El 4 de noviembre de 2018 el vídeo alcanzó los 100 millones de reproducciones.

## Presentaciones en vivo
«100 años» fue presentada por primera vez durante la promoción de las hermanas en Chile, Argentina y Perú para presentar un adelante del disco 30 de febrero en octubre de 2017. El 9 y 10 de noviembre del mismo año interpretaron el tema en el evento realizado por Telehit y Evento los 40 en México. El 30 de noviembre de 2017 el tema «100 años» fue presentada en su versión acústica junto a las canciones «No pasa nada» y «Eso no va a suceder» , a un día del lanzamiento oficial del álbum 30 de febrero, donde además recibieron el disco cuádruple de platino más oro por su anterior disco Primera fila: Hecho realidad. Por su parte, el dúo presentó el tema el 9 de diciembre en el programa Mojoe y en las semifinales de la La Voz España el día 15 de diciembre de 2017.
El 24 de febrero de 2018 la pista es cantada por primera vez a dueto con Prince Royce en el Festival de Viña del Mar. El día 12 de mayo presentaron el tema en el programa Cuéntamelo Ya del Canal de las estrellas. El 11 de julio durante una sesión acústica, presentaron en el tema en Los40 Básico. Durante la ceremonia de los Kid Choice Awards México la canción fue interpretada junto a Royce el día 18 de agosto de 2018. El día 7 de noviembre de 2018 las cantantes presentaron el tema en el aniversario número veinticinco de Telehit. La pista ha formado parte de todos los concierto de la gira 100 años contigo.
La canción ha sido interpretada en 3 ocasiones en vivo por ambos artistas.
- Anfiteatro de la Quinta Vergara, Chile - 24 de febrero de 2018, durante la Gira 100 años contigo en el Festival de Viña del Mar.[41][42][43]
- Auditorio Nacional, México - 18 de agosto de 2018, durante los KCA México.[44][45]
- Auditorio Nacional, México - 11 de noviembre de 2018, durante la Gira 100 años contigo.[46]

## Créditos y personal
Créditos adaptados de las notas del álbum.

### Grabación y gestión
- Grabado en Swing House ATX (Los Ángeles, California, Estados Unidos)
- Masterizado en The Lodge
- Publicado por Sony Music Entertainment México, S.A. De C.V. en 2017.
- Administrado por Sony / ATV Discos Music Publishing LLC / Westwood Publishing

### Personal
- Ashley Grace: voz
- Hanna Nicole: voz, coproducción
- Prince Royce: voz
- Matt Rad: voces de fondo, piano, guitarra, producción, programación, mezcla
- George Noriega: supervisión musical, asistente adicional de mezcla
- Emily Lazar: ingeniería de masterización
- Adrián Morales: asistente de ingeniería
- Francesco Grieco: asistente de ingeniería

## Posicionamiento en listas
| Listas (2017-18)                 | Mejor posición |
| -------------------------------- | -------------- |
| El Salvador (Monitor Latino)     | 3              |
| Estados Unidos (Latin Pop Songs) | 24             |
| Estados Unidos (Latin Airplay)   | 50             |
| México (México Airplay)          | 3              |
| México (México Español Airplay)  | 1              |
| México (Monitor Latino)          | 1              |
| México Tocadas (Monitor Latino)  | 3              |
| Perú (Monitor Latino)            | 11             |
| Uruguay (Monitor Latino)         | 3              |

| Listas (2017)           | Mejor posición |
| ----------------------- | -------------- |
| México (Monitor Latino) | 57             |

| Listas (2018)                | Mejor posición |
| ---------------------------- | -------------- |
| Argentina (Monitor Latino)   | 59             |
| Bolivia (Monitor Latino)     | 84             |
| Chile (Monitor Latino)       | 67             |
| Costa Rica (Monitor Latino)  | 10             |
| El Salvador (Monitor Latino) | 22             |
| México (Monitor Latino)      | 35             |
| Nicaragua (Monitor Latino)   | 46             |
| Panamá (Monitor Latino)      | 64             |
| Perú (Monitor Latino)        | 26             |
| Uruguay (Monitor Latino)     | 11             |

## Certificaciones
| País (organismo certificador) | Certificación | Unidades certificadas |
| ----------------------------- | ------------- | --------------------- |
| México (AMPROFON)             | 4x Platino    | 240 000               |
| Perú (UNIMPRO)                | 2x Platino    | 20 000                |